# Kawanishi E11K
Kawanishi E11K — експериментальний розвідувальний летючий човен Імперського флоту Японії періоду Другої світової війни.

## Історія створення
У 1936 році командування Імперського флоту Японії розробило технічне завдання «11-Сі» на проектування нового летючого човна для заміни Aichi E10A, який мав виконувати ті ж самі задачі — нічна розвідка та відстеження переміщення кораблів противника. В конкурсі знову взяли участь фірми Aichi та Kawanishi.
Літак фірми Kawanishi був досить новаторським за конструкцією вільнонесучим тримісним монопланом, оснащений двигуном повітряного охолодження Hiro Type 91-1, який приводив у рух чотирилопасний штовхальний гвинт постійного кроку.
Прототип був готовий у червні 1937 року. Порівняльні випробування з конкурентом — літаком Aichi E11A показали перевагу E11K, але переможцем конкурсу був обраний E11A. Командування флоту не наважилось прийняти новаторську машину, віддавши перевагу перевіреним рішенням.
Два (за деякими даними, три) побудовані прототипи бури прийняті на озброєння під назвою «Морський транспортний літак Тип 96» і експлуатувались до початку війни на Тихому океані. Подальша їх доля невідома.

## Тактико-технічні характеристики

### Технічні характеристики
- Екіпаж: 3 чоловік
- Довжина: 11,90 м
- Висота: 4,50 м
- Розмах крила: 16,19 м
- Площа крила: 38,00 м²
- Маса пустого: 2 170 кг
- Маса спорядженого: 3 300 кг
- Двигун: 1 х Hiro Type 91-1
- Потужність: 600 к. с.

### Льотні характеристики
- Максимальна швидкість: 232 км/г
- Крейсерська швидкість: 130 км/г
- Практична дальність: 1 516 км
- Практична стеля: 3 795 м